# Xã St. Vincent, Quận Kittson, Minnesota
Xã St. Vincent (tiếng Anh: St. Vincent Township) là một xã thuộc quận Kittson, tiểu bang Minnesota, Hoa Kỳ. Năm 2010, dân số của xã này là 58 người.